# رمز الدولار

رمز الدولار

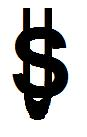
الإشارة القديمة

$ هي إشارة تستخدم رمزًا لعملة الدولار والبيزو.

## أصل
الرمز مؤكد في أعمل المراسلات التجارية بين بريطانيا والولايات المتحدة وكندا والمكسيك في 1770 ويشير إلى البيزو المكسيكي والبيزو الأسباني المعروف باسم الدولار الأسباني، حيث اعتُمِد عملةً لأمريكا جنبًا إلى جنب مع الدولار في 1780 وإشارة $.

## استخدامات أخرى
يستخدم رمز الدولار في فهرسة المكتبات لتمثيل الفروع.
كما يُستخدَم سخريةً للإشارة إلى الجشع أو المال الزائد مثل:
- Micro$oft (مايكروسوفت)
- George W. Bu$h (جورج بوش)
- Lar$ Ulrich (لارس أولرش)
- Ke$ha (كيشا)